# Tour do Rio
Die Tour do Rio (auch Volta do Rio de Janeiro, Volta de Campos oder Volta Ciclística Internacional de Campos) ist ein Straßenradrennen in Brasilien. Die kleine Rundfahrt führt in fünf Etappen durch den Bundesstaat Rio de Janeiro. Ziel des Rennens war entweder Rio de Janeiro oder Campos dos Goytacazes. Ausgetragen wird das Rennen unregelmäßig seit 2000. Die erste Austragung war noch als Eintagesrennen, doch seit 2002 ist das Rennen eine Rundfahrt. Seit dem Jahr 2007 ist es Teil der UCI America Tour und in die Kategorie 2.1 eingestuft.

## Sieger
- 2015  Gustavo César Veloso
- 2014  Óscar Sevilla
- 2013  Óscar Sevilla
- 2012  Kleber Ramos
- 2011  Juan Pablo Suárez
- 2010  Tomas Alberio
- 2009  Breno Sidoti
- 2008 nicht ausgetragen
- 2007  Matías Médici
- 2005–2006 nicht ausgetragen
- 2004  Márcio May
- 2003  Heberth Gutiérrez
- 2002  Daniel Rogelin
- 2001 nicht ausgetragen
- 2000  André Grizante